# Religião no Benim
De acordo com o censo de 2013 (o mais recente), 48,5% da população é cristã, 27,7% muçulmana (principalmente sunita), 11,6% pratica vodoun, 2,6% são membros de grupos religiosos indígenas, 2,6% são membros de outros grupos religiosos, e 5,8% declaram não ter afiliação religiosa. As maiores denominações cristãs são o Catolicismo Romano, com 25,5% da população, e a Igreja Celestial de Cristo, com 6,7%. Outros grupos religiosos incluem Metodistas, A Igreja de Jesus Cristo dos Santos dos Últimos Dias, Testemunhas de Jeová, Bahá'ís, Batistas, Pentecostais, a Federação das Famílias para a Paz e Unificação Mundial (Igreja da Unificação), a Muito Santa Igreja de Jesus Cristo de Baname e seguidores de Eckankar.
Muitos indivíduos que se identificam como cristãos ou muçulmanos também praticam o Vodoun ou outras religiões tradicionais.

## Cristianismo
O Cristianismo chegou ao Benim em 1680, ganhando apoio mais permanente em 1861.[carece de fontes?] Os ingleses metodistas chegaram em 1843, operando entre as populações costeiras Gun.[carece de fontes?] Mais de metade de todos os cristãos no Benim são católicos. A hierarquia católica no Benim consiste na Arquidiocese de Cotonou (incluindo as Dioceses de Abomei, Dassa-Zoumé, Lokossa, Porto Novo) e do Parakou (incluindo as Dioceses de Djougou,  Kandi, Natitingou,  e N'Dali). Existem 440 padres e 900 homens e mulheres nas ordens religiosas.[carece de fontes?] Outros grupos cristãos incluem Batistas, Metodistas, Assembleia de Deus, Pentecostais, Adventistas do Sétimo Dia, a Igreja de Jesus Cristo dos Santos dos Últimos Dias (mórmons), Testemunhas de Jeová, Igreja Celestial de Cristo, Rosa Cruz, a Igreja da Unificação. Muitos cristãos nominais também praticam tradicionais crenças religiosas locais.

## Islamismo

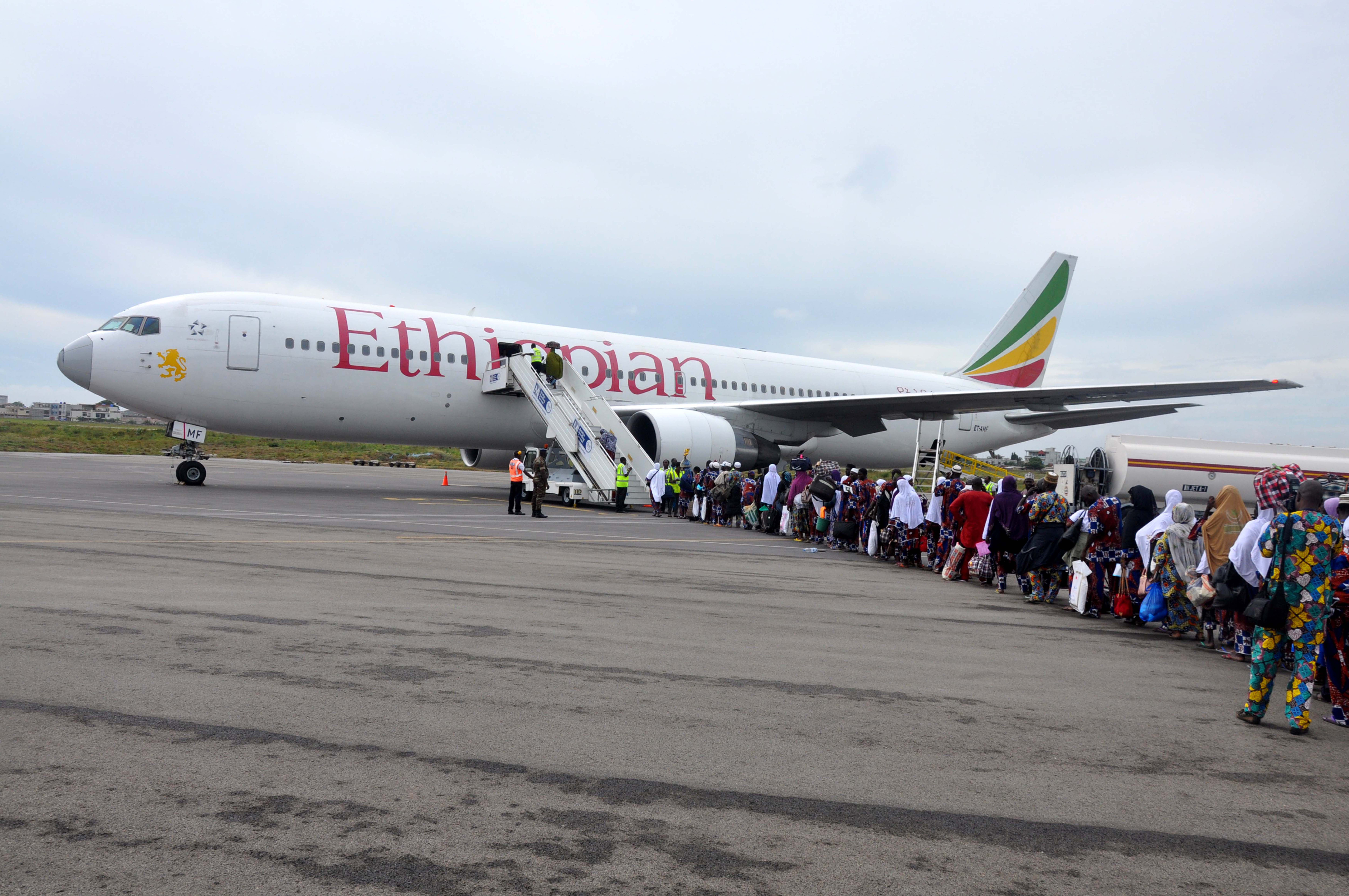
Peregrinação à Meca

O Islamismo foi trazido para o norte do Benim por árabes Hauçás, e comerciantes songais-dendis.[carece de fontes?] Quase todos os muçulmanos aderem ao ramo sunita do Islão. Os poucos xiitas são principalmente muçulmanos do Oriente Médio expatriados.
Muitos muçulmanos nominais também praticam tradicionais crenças religiosas locais.

## Outros grupos
Outros grupos religiosos no Benim incluem Eckankar e Fé Bahá'í.
Entre as crenças religiosas locais mais praticadas está a animista vodum, um sistema de crenças também conhecido como voodoo, que surgiu nesta área da África.

## Liberdade de religião
A Constituição do Benim prevê a liberdade de religião, e o Governo geralmente respeita este direito na prática. O Governo dos Estados Unidos não registrada denúncias de abusos sociais ou discriminação com base na crença religiosa ou prática durante 2007, e proeminentes líderes da sociedade tenham tomado medidas positivas para promover a liberdade religiosa.